# Enchaînés (série télévisée)
Pour les articles homonymes, voir Enchaînés.
Production
Diffusion
Enchaînés est une série télévisée française créée par Alain Moreau et réalisée par Laure de Butler. Les scénarios des six épisodes ont été écrits par Alain Moreau, Adriana Barbato et Fanny Talmone.
Ce drame historique est une coproduction de Tetra Media Fiction et France Télévisions pour France 2 réalisée avec le soutien de la région de La Réunion et avec la participation du Centre national du cinéma et de l'image animée,,.

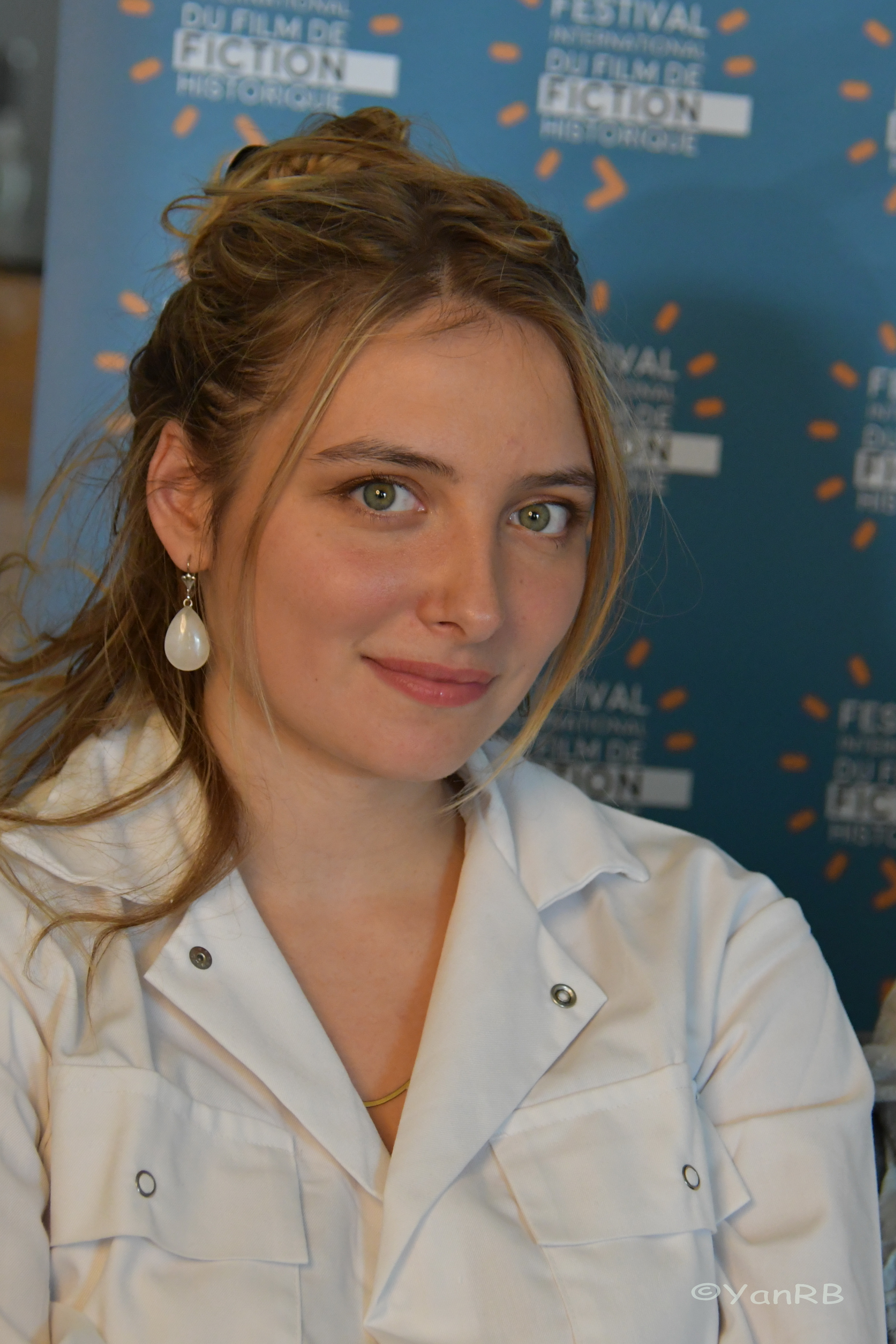
Lula Cotton-Frapier.

## Distribution
- Olivier Gourmet : Charles Bellevue, planteur à La Réunion
- Enzo Rose :
- Elsa Lepoivre :
- Lula Cotton-Frapier :
- Baptiste Carrion-Weiss :
- Alséni Bathily :
- Éric Caravaca :
- Lolita Tergemina :
- Francis Convert :
- Jean-Luc Trulès :
- Théa Burdin :

## Production

### Genèse et développement
La série est créée et écrite par Alain Moreau, Adriana Barbato et Fanny Talmone, et réalisée par Laure de Butler,,.
La production est assurée par Alexandre Boyer et Emmanuel Daucé pour Tetra Media Fiction.

### Tournage
Le tournage de la série se déroule du 18 mars au 6 juin 2025 à La Réunion,,.

### Fiche technique
Sauf indication contraire, les informations mentionnées dans cette section peuvent être confirmées par la base de données cinématographiques Allociné,  présente dans la section « Liens externes ».
- Titre français : Enchaînés
- Genre : drame historique[1]
- Création : Alain Moreau[4]
- Réalisation : Laure de Butler[2],[4]
- Scénario : Alain Moreau, Adriana Barbato et Fanny Talmone[3],[4]
- Musique : Audrey Ismaël[4]
- Production : Alexandre Boyer et Emmanuel Daucé[4]
- Sociétés de production : Tetra Media Fiction et France Télévisions[2],[3],[4]
- Société de distribution : France Télévisions[2],[3]
- Pays de production :  France
- Langue originale : français
- Format : couleur
- Nombre de saisons : 1
- Nombre d'épisodes : 6
- Durée : 52 minutes
- Dates de première diffusion :